# Nihad Qali
Nihad Qali ((en árabe:نهاد قلعي), puede transcribirse, “Nihad Qalei” o “Nihad Kalai”, 1928 - 17 de octubre de 1993) fue un actor, comediante, dramaturgo y escritor sirio que apareció con los inicios de la televisión Siria, trabajando además en cine y teatro. Poseedor de varias películas, obras teatrales y series junto con Duraid Lahham quien fuera su pareja artística por varios años interpretando el papel de “Hosni Al Bordan”. Como escritor fue autor de varias exitosas series televisivas de la época, las que se destacan: "Sah Al Noum" - "Hammam El Hana" - "Maqlub Ghawwar" – “Mugamarat Carlo - Las aventuras de Carlo” y varias obras teatrales. A causa de una hemiplejía debió alejarse de los escenarios ya que físicamente le era imposible seguir actuando pero esto no le impidió seguir escribiendo hasta el final de sus días.

## Biografía
Nihad Qalii Al-Kharboutli, nació en la ciudad de Damasco, Siria, en el año 1928. Sus estudios primarios fueron cursados en el colegio Al-Bujari en donde comenzó a demostrar su talento artístico bajo la tutela de su mentor, el profesor Abdul Wahab Abu Saud, quien era el encargado de dirigir las muestras teatrales de los estudiantes. Debido a sus dotes actorales el artista Wasfi Al-Maleh le propuso un pequeño papel a Nihad en la obra teatral “Majnoun Leila”. Concluidos sus estudios secundarios, decidió unirse al Instituto de teatral de El Cairo, viaje que se vio truncado por no poder solventar sus gastos teniendo que buscar trabajo en Damasco para poder subsistir. Trabajó como supervisor en una fábrica de panificados y luego como administrativo en la universidad de Damasco destacado por sus dotes mecanográficos, los que le servirían en su futuro como escritor. Luego de seis años de trabajo fue transferido al Ministerio de Defensa Sirio al cual luego de renunciar trabajaría por cinco años como asistente de un agente de aduanas hasta los inicios de su carrera artística. 
Se unió a la compañía teatral “Al-Barq Studio” en 1946 y participó en la representación de la obra (“Jeishna Suri” -Nuestro ejército sirio”). En 1954, fundó el Club Oriental con Sami Jano y el director Khaldoun Al-Maleh, desempeñando sus primeros roles cómicos.
Entre 1957 y 1959 interpretó "Laula Al Nissa" y " Thaman alhuriya" en los teatros de El Cairo, recibiendo grandes elogios de la prensa egipcia, ganando la admiración de los dramaturgos egipcios.

### El dúo de oro
En la apertura de la TV árabe Siria, Nihad, junto con Duraid Lahham y Mahmoud Jabr, presentaron una variedad de programas cómicos ligeros, el primero de los cuales fue la (“Noche de Damasco”-“Sahret Demashq”) el que era un programa variado que incluye movimientos cómicos de corta duración. Sobre esto, Duraid Lahham recuerda su primer encuentro con Nihad, diciendo:

“El 23 de julio de 1960 fue un día importante en la vida de los egipcios y sirios, el día de la primera transmisión de la televisión Egipcia y Siria, me sorprendió cuando el director de televisión, el profesor Sabah Qabbani (hermano del poeta Nizar Qabbani) me llamó para pedirme que presentara parte de mi trabajo universitario en la pantalla chica de TV. Tenía una idea preconcebida de mis actividades culturales para estudiantes universitarios. La idea me resulto atractiva y comencé mi conexión con la televisión a partir de la segunda semana del comienzo de la transmisión. Mi primer trabajo fue como un boceto amateur llamado (“Al-ijasat Saiidat”- “Felices vacaciones”) dirigido por Khaldoun Al-Maleh, que se transmitió en la televisión egipcia. En el primer episodio, se requirió que cinco actores aparecieran en pantalla junto conmigo, cuenta Lahham, el quinto era un oficial de aduanas llamado Nihad Qali, así nos conocimos con Nihad” Sellándose esa gran amistad ente Daurid y Nihad.
Durait Lahham

Luego de un año de la primera transmisión televisiva y con motivo de los festivales revolucionarios en 1961, Duraid y Nihad presentaron una ópera teatral llamada (“Akd Al Lulu”), la que fue bien recibida por el público, y debido al gran éxito el productor Nader Al-Atassi decidió convertirla en una película dos años después del estreno teatral. En el mismo año, Nihad participó en la serie (Rabaa Al-Adawiya) dirigida por Nizar Sharabi.

### Cine y televisión
El sector privado en Siria comenzó a ser prolifero y los productores comenzaron a producir películas que lograron los mayores ingresos. Nihad Qali rodó su primera película cinematográfica junto a Duraid Lahham, Sabah Fighali y Fahd Ballan, titulada “Akd Al Lulu”, en 1964 y dirigida por Youssef Maalouf .
Para Nihad, un actor formado en el teatro, fue difícil pararse por primera vez frente a una cámara cinematográfica debido al ritmo diferente entre una obra de teatro y una filmación, pero con los ensayos y la ayuda del director la película tuvo un gran éxito y audiencia.
Después del éxito de la película “Akd Al Lulu”, el productor Nader Al-Atassi y el director Youssef Al-Maalouf decidieron volver a experimentar con el dúo Duraid y Nihad en una película llamada " liqa' fi tudmir" , en el año 1965. Vale la pena mencionar que la película fue escrita por Duraid y Nihad, y coprotagonizada con Hala Shawkat. La película técnicamente fue inferior a las anteriores. Esta última fue en blanco y negro  con un sonido deficiente que no permitía apreciar los diálogos lo que la destino a ser un fracaso catastrófico. 
A raíz de este mal trago, Nihad, restaurara la confianza de sus admiradores filmando la película (“funduq al'ahlam” – “El hotel de ensueño”) en 1966 en color con la actriz libanesa Micheline Daw y dirigida por Albert Najib. Le siguió una película (“Ana Eantar”) con la participación de la cantante libanesa Randa también hizo una película (“Almilyunira” – “El Millonario”) de Btoultehma con Sabah Fighali y dirigida por Youssef Maalouf.
1967 fue un buen año para Nihad. Escribió la serie dramática (“Hamam El Hana”) con los personajes de Hosni Al Bordan y Gawwar compuesta por 13 episodios y protagonizada por Duraid Lahham, Nihad Qali y Rafeeq Sebaei, dirigida por Faisal Al-Yasiri .
En ese mismo año, filmó la película protagonista (“Gharam fi 'iistanbul”), una producción conjunta sirio-libanesa, dirigida por Saif Al-Din Shawkat, sobre la historia de (Anastasia), la única princesa rusa que sobrevivió a la familia real después de la revolución rusa. Dirigida por Youssef Maalouf .
En 1968, presentó su segunda serie dramática (“Maqalub Ghawwar”) con Duraid Lahham y dirigida por Khaldoun Al Maleh. Una pieza cómica de gran éxito en Siria y el Líbano.
El éxito continuo año tras año sin descanso hasta finales de la década del 70’ con su dupla junto a Duraid Lahham. El cine, el teatro y la televisión eran ya el ámbito diario de Nihad.

### Teatro
Es considerado el fundador del Teatro Nacional en Siria, cuando el Ministerio de Cultura Nacional Sirio le confió la tarea de dirigir y administrar el Teatro Nacional Sirio en 1959, presentó una nutrida cartelera, entre ellas: la obra (Al-Mazyoon) en 1960 en un texto de Mahmoud Taymour y dirigido por Nihad Qali, y en el mismo año presentó una obra (Alhurriya)  dirigida por Nihad Qali, además de la obra (“Akd Al Lulu”).

### Últimos años
A finales de la década del 70’ luego de un doloroso accidente que le produjo una hemiplejía, Nihad quedó en cama con una parálisis parcial la cual no le permitió  continuar su carrera artística excepto escribiendo para niños en una revista libanesa.
En los años 1980 y principios de 1990, Nihad, escribió historietas cómicas para niños en la revista "Samer" utilizando el personaje (Hosni Al Bordan) y el personaje (“Yasino”), que el artista Yassin Baqosh encarnó en varias series, además de un personaje francés ficticio llamada "Charlie".
A principios de 1990 su enfermedad se intensificó, falleciendo después de un ataque al corazón el 17 de octubre de 1993 dejando  un rico legado cinematográfico, teatral y televisivo que aún hoy sigue vigente en todo el mundo árabe.

## Filmografía

### Cine
Como actor y escritor
- 1- eaqd allawlu, 1964.
- 2- liqa' fi tadamur, 1965.
- 3- alsharidan 1965
- 4- siltanat 1965
- 5- almilyunirat 1966
- 6- funduq al'ahlam 1966
- 7- 'ana eantar
- 8- ghuram fi 'iistanbul 1967
- 9- alsaealik 1967
- 10- alnisabin althlatht 1968
- 11- allas alzarif 1968
- 12- khiat alsayidat
- 13- alsadiqan 1970
- 14- alrajul almunasib 1970
- 15- aimra'at tuskan wahdaha 1971
- 16- althaelib 1971
- 17- wahid + wahid 1971
- 18- muqlab min almaksik 1972
- 19- zawjati min alhibuz 1973
- 20- misk waeanbur 1973
- 21- ghuar jims bund 1974
- 22- sah alnawm 1975
- 23- almuzifun
- 24- eindama taghib alzawajat

### Televisión
- 1- al'iijazat alsaeidat 1960
- 2- rabieat aleadawiat 1961
- 3- hamam alhna 1967 min talif nahad qalei
- 4- maqalib ghawar 1968 min talif nahad qalei
- 5- saha alnuwm 1970 min talif nahad qaleiin 'aydaan
- 6- mughamarat karlu
- 7- earis alhuna fi bidayat althamaninat wahu akhar eamal tilfizyuniin lah

### Teatro
- 1- jayshna alsuwrii
- 2- lawla alnisa'
- 3- almazifun 1960 min 'iikhraj nahad qalei
- 4- thaman alhuriyat 1960 min 'iikhraj nahad qalei
- 5- eaqd allawlu 1960
- 6- albirijwaziu alnabil 1961 min 'iikhraj nahad qalei
- 7- madrasat alfadayih 1963 min 'iikhraj nahad qalei
- 8- masrah alshuk
- 9- dieat tishrin 1974
- 10- sahrat mae 'abu khalil alqabani
- 11- ghurbat 1976